# Список песен Виктора Салтыкова
В статье представлен максимально полный и подробный список песен из репертуара Виктора Салтыкова.
В репертуаре певца насчитывается порядка 200 песен.
Творческий путь певца начался в начале 1980-х годов, 1983 году Салтыков выступил в составе рок-группы «Мануфактура» на первом Ленинградском рок-фестивале и получил Гран-при фестиваля как лучший вокалист. На втором фестивале ЛРК его заметил Александр Назаров и пригласил выступать в группе «Форум». В 1987 году перешёл в группу «Электроклуб». С 1990 года Салтыков стал заниматься сольной карьерой и выпустил 5 альбомов.
Песни представлены в хронологическом порядке.

## Песни в музыкальных группах
Группа: «Мануфактура»
Альбом: «Зал ожидания»
Год выпуска: 1983
- «Зал ожидания»
- «Городские дела»
- «Невский проспект»
- «Чёрно-белый мир»
- «Рисунок на стекле»
- «Я хочу уснуть»
- «Миллионный дом»
- «Миру мир»

Группа: «Форум»
Альбом: «Белая ночь»
Год выпуска: 1984
- «Белая ночь»
- «Какая нелепость»
- «Беда»
- «Улетели листья»
- «Островок»
- «Давайте созвонимся!»
- «Что сравнится с юностью»
- «Журавль в небе»
- «Форум»
- «Поверьте»

Группа: «Форум»
Альбом: «За неделю до свадьбы»
Год выпуска: 1986, 1987
- «За неделю до свадьбы»
- «Люди говорят»
- «Робость»
- «Тревоги матерей»
- «Юность»
- «Компьютер»

Группа: «Электроклуб»
Альбом: «Фото на память» Оставшиеся песни из альбома в составе группы «Электроклуб» исполняла Ирина Аллегрова.
Год выпуска: 1987, 1988
- «Потерянный берег»
- «Фото на память»
- «Посторонним вход воспрещён»
- «Дело в шляпе»

Группа: «Электроклуб»
Альбом: «Электроклуб-2» Оставшиеся песни из альбома в составе группы «Электроклуб» исполняла Ирина Аллегрова.
Год выпуска: 1988
- «Схожу с ума»
- «Последнее свидание»
- «Ты замуж за него не выходи»
- «Ветер задремал»
- «Кони в яблоках»
- «Ты помнишь Москву?»

Группа: «Электроклуб»
Альбом: «Игрушка» Оставшиеся песни из альбома в составе группы «Электроклуб» исполняла Ирина Аллегрова.
Год выпуска: 1989
- «Полчаса»
- «Я тебя не прощу»
- «Ваза»

Группа: «Электроклуб»
Альбом: «Маменькина дочка» Оставшиеся песни из альбома в составе группы «Электроклуб» исполнял Александр Назаров.
Год выпуска: 1990
- «Маменькина дочка»
- «Единственный друг»
- «Серая луна»
- «Я жду»

## Сольные песни
Альбом: «Армия любви»
Год выпуска: 1991
- «Магазин Игрушек»
- «Судьба»
- «Я не волнуюсь»
- «Вернись»
- «Водолей»
- «Перекрёсток»
- «Алиса в стране чудес»
- «Армия любви»

Альбом: «Серебряный ветер»
Год выпуска: 1993
- «Серебряный ветер»
- «Нежные локоны»
- «Не всегда»
- «Единственный друг»
- «Василиса»
- «От 8 до 8»
- «В Рождественскую ночь»

Альбом: «Схожу с ума»
Год выпуска: 1995
Альбом состоит из ремиксов песен, исполненных Виктором Салтыковым в составе различных музыкальных групп.
- «Белая ночь» (ремикс)
- «Островок» (ремикс)
- «Магазин игрушек» (ремикс)
- «Схожу с ума» (ремикс)
- «Ты замуж за него не выходи» (ремикс)
- «Спасибо, родная!» (кавер Виктора Резникова)
- «Давайте созвонимся!» (ремикс)
- «Компьютер» (ремикс)
- «Улетели листья» (ремикс)

Альбом: «Шаг за шагом»
Год выпуска: 1999
- «Клоун»
- «Осень»
- «Журавли»
- «Привет, старик»
- «Не вместе»
- «Никогда»
- «Шаг за шагом»
- «Летняя ночь»
- «Убей меня»
- «Миллионный дом»
- «Семь цифр»

Альбом: «Ностальгия по настоящему»
Год выпуска: 2015
- «Ночь»
- «Цвета любви»
- «Невесомость»
- «Эта белая ночь»
- «Стрелы»
- «Исповедь»
- «Ностальгия»
- «Подари мне эту ночь»
- «Судьба»
- «Все, что я так люблю»
- «Не умирай, любовь»
- «Камешки»